# Marinewaffenkommando
Das Marinewaffenkommando war ein Fachkommando der Bundesmarine, das für alle Angelegenheiten der Bewaffnung zuständig war. Ihm unterstanden Schulen und Versuchsstellen für Marinewaffen.

## Geschichte
Das Marinewaffenkommando wurde am 1. Juni 1956 in Kiel aufgestellt und unterstand dem Kommando der Marineausbildung. Im Zuge einer Umgliederung der Marine wurde es ab 1. Februar 1962 dem neu aufgestellten Zentralen Marinekommando zugeordnet und in Kommando der Marinewaffen umbenannt. Bei einer weiteren Umgliederung wurde es am 1. Oktober 1965 als Inspektion der Marinewaffen in das neu aufgestellte Marineamt eingegliedert. Die Kommandeure wurden als Inspizient und Admiral der Marinewaffen geführt. Am 1. März 1966 wurde der Dienstsitz nach Wilhelmshaven verlegt.
Mit der Gründung des Kommandos für Truppenversuche der Marine am 1. September 1968 wurden die Versuchsstellen diesem Kommando unterstellt. Am 30. September 1973 wurde das Marineamt reorganisiert. Dabei wurden alle Inspektionen einschließlich der Inspektion der Marinewaffen aufgelöst und ihre Aufgaben auf die Abteilungen Marineausbildung und Marinerüstung aufgeteilt.

## Unterstellte Dienststellen
Dem Marinewaffenkommando waren die für Waffenangelegenheiten zuständige Schulen und Versuchsstellen unterstellt:
- Marineartillerieschule in Kiel, ab 1968 in Kappeln-Ellenberg
- Marineartillerieversuchsstelle in Kiel-Holtenau
- Marineunterwasserwaffenschule in Flensburg-Mürwik, ab 1963 in Eckernförde
- Marinetorpedoversuchsstelle in Flensburg-Mürwik
- Marinesperrwaffenversuchsstelle in Flensburg-Mürwik
- Marine-Ujagdversuchsstelle in Flensburg-Mürwik

## Kommandeure
Folgende Personen waren im Marinewaffenkommando bzw. bei der Inspektion der Marinewaffen aktiv:
- Juni 1956 bis Juli 1956 mit der Aufstellung beauftragt: Korvettenkapitän Heinz-Ehlert Clausen
- Juli 1956 bis Februar 1957 mit der Wahrnehmung der Geschäfte beauftragt: Chef des Stabes, Fregattenkapitän Albrecht Schnarke
- Februar 1957 bis Oktober 1957 mit der Wahrnehmung der Geschäfte beauftragt: Chef des Stabes, Kapitän zur See Otto Teichmann
- Oktober 1957 bis August 1962: Kapitän zur See Hans-Eberhard Busch
- Oktober 1962 bis September 1964: Kapitän zur See Albrecht Schnarke
- Oktober 1964 bis Oktober 1965: Kapitän zur See Wolfgang Haack
- Oktober 1965 bis September 1966: Flottillenadmiral Wolfgang Haack
- Oktober 1966 bis März 1968: Kapitän zur See Gerd Schreiber
- April 1968 bis September 1972: Kapitän zur See Jens Matzen
- Oktober 1972 bis September 1973: Kapitän zur See Horst Albrecht

Chef des Stabes, ab Oktober 1965 auch Stellvertreter
- Juni 1956 bis Februar 1957: Fregattenkapitän Albrecht Schnarke
- Februar 1957 bis Februar 1958: Kapitän zur See Otto Teichmann
- März 1958 bis September 1962: Kapitän zur See Albrecht Schnarke
- Oktober 1962 bis März 1964: Kapitän zur See Jost Brökermann
- April 1964 bis Oktober 1965: Kapitän zur See Burkhard Hackländer
- Oktober 1965 bis September 1966: Kapitän zur See Gerd Schreiber
- Oktober 1966 bis März 1969: Kapitän zur See Klaus Hornbostel
- April 1969 bis September 1972: Kapitän zur See Heinz Boden
- Oktober 1972 bis September 1973: Kapitän zur See Horst Albrecht

## Verweise